# معبد أمنحتب الرابع
معبد أمنحتب الرابع هو معبد تذكاري قديم يقع داخل مجمع الكرنك في الأقصر، جنوب مصر. تم استخدم البناء خلال المملكة الحديثة، في السنوات الأربع الأولى من عهد الأسرة الثامنة عشر للفرعون المصري إخناتون، عندما كان لا يزال يستخدم اسم أمنحتب الرابع. قد تكون الصروح قد شيدت في نهاية عهد والده أمنحتب الثالث وأكملها هو من بعده.

## الموقع والتخطيط
بُني معبد أمنحتب الرابع خارج حدود فناء آمون رع شرقاً. سُمي المعبد الرئيسي في المجمع باسم جم–بع–آتون، جمبعتون أي «كشف قرص الشمس في ملكية الإله آتون». سُميت المعالم الأخرى باسم حويت بن-بن «قصر حجر بن بن»، رود-منو-إن-آتون-إر-نح (روِد-منو أي «ثابتة هي آثار قرص الشمس إلى الأبد»)، وأخيراً تني نو–إن–آتون–إر–نح (أو تيني-منو أي «ممجدة هي آثار قرص الشمس إلى الأبد».
لم يتبق سوى أطلال من هذه المباني. التي بُنيت على عجل، باستخدام كتل تلاتات [الإنجليزية]، ومن ثمَ أمكن بسهولة هدمها وإعادة استخدامها كبنية للمباني اللاحقة.

## الجمبعتون

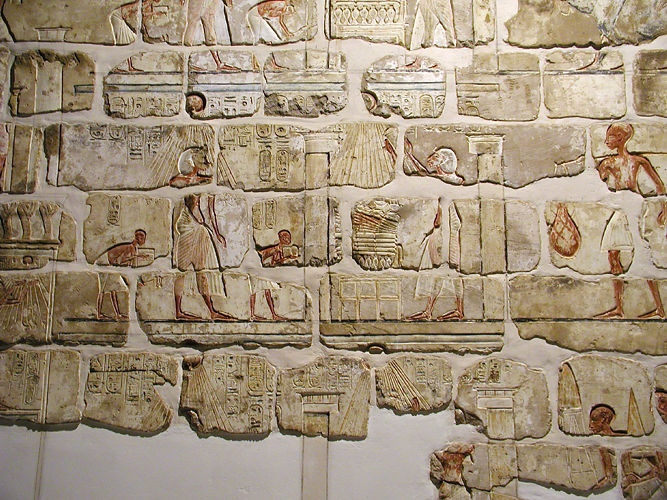
إعادة تشكيل التلاتات من مبنى جمبعتون

على ما يبدو أن الجمبعتون كان بلا سقف ما عرض موائد القرابين الخاصة به لأشعة الشمس المباشرة. حوى هذا المبنى (أو ما ارتبط به) تماثيل لإخناتون من الجرانيت الأحمر والحجر الرملي، وموائد قرابين من الجرانيت الأحمر وتماثيل أخرى، بما في ذلك تمثال لأبي الهول نُقش عليه اسم الإله آتون. كان حجم المبنى كبيراً (130 م×216 م)، لكنه دُمر تماماً لدرجة أن أساساته قد طُمست تقريباً.
كان المبنى يقع داخل سياج من الطوب اللبن، متجهاً نحو الشرق، وربما مع مدخل إلى الغرب. ويؤدي إلى ساحة مفتوحة محاطة بأعمدة مربعة وتماثيل ضخمة لإخناتون ونفرتيتي.

## حويت بن-بن
بُني حويت بن-بن أو قصر بن-بن شرقاً، وكان مخصصاً لعبادة الشمس وكان مرتبطاً ارتباطاً وثيقاً بالجمبعتون.

## تيني-منو
يبدو أن تيني-منو كان يحوي غرف منزلية ومخازن، وربما كانت مقراً ملكياً، على الرغم من أنه لم يبق الكثير من البناء لتوضيح استخدامه.
أعيد استخدام جدران تيني-منو في الصرح التاسع لمعبد الكرنك الرئيسي. ومنذ ذلك الحين جرى التعرف عليه وأُعيد تجميعه في شكل أحجية عملاقة، معروضة جزئياً في متحف الأقصر. تُظهر الجدران المعاد تجميعها مناظر سكنية وإدارية وملكية ومشاهد اليوبيل الشمسي لعيد سد الأول، الذي ربما كان أخناتون يحتفل به في نفس الوقت على غرار والده أمنحتب الثالث.

## انظر أيضًًا
- معبد آتون الكبير

## للمزيد من القراءة
- Blyth، Elizabeth (2006). Karnak: Evolution of a Temple. Oxford: Routledge. ISBN:0-415-40487-8.
- Donald Redford, Akhenaten : The Heretic King, Princeton, 1984